# 협박 (1929년 영화)
《협박》(영어: Blackmail)은 1929년 개봉한 스릴러 영화다. 앨프리드 히치콕이 감독을 맡았으며 애니 온두라, 존 롱든, 도널드 칼스롭, 시릴 리처드, 사라 올굿 등이 출연하였다. 처음에는 무성 영화로 제작되었지만, 도중에 유성 영화로 바꿔 제작한 후 큰 성공을 거두었다. 영국 최초의 유성 영화로 여겨지기도 한다.

## 출연

### 주연
- 사라 올굿
- 찰스 페이턴
- 존 롱든
- 도널드 칼스롭

### 조연
- 해나 존스

## 기타
- 원작자: 찰스 베넷
- 조감독: 프랭크 밀스